# Union des jeunes pour le progrès
Vous pouvez aider à l'améliorer ou bien discuter des problèmes sur sa page de discussion.
- Il ne s’appuie pas, ou pas assez, sur des sources secondaires ou tertiaires. (Marqué depuis mars 2019)
- Il est à actualiser. Certains passages sont obsolètes ou annoncent des événements désormais passés. (Marqué depuis janvier 2022)

- Archive Wikiwix
- Bing
- Cairn
- DuckDuckGo
- E. Universalis
- Gallica
- Google
- G. Books
- G. News
- G. Scholar
- Persée
- Qwant
- (zh) Baidu
- (ru) Yandex
- (wd) trouver des œuvres sur Wikidata

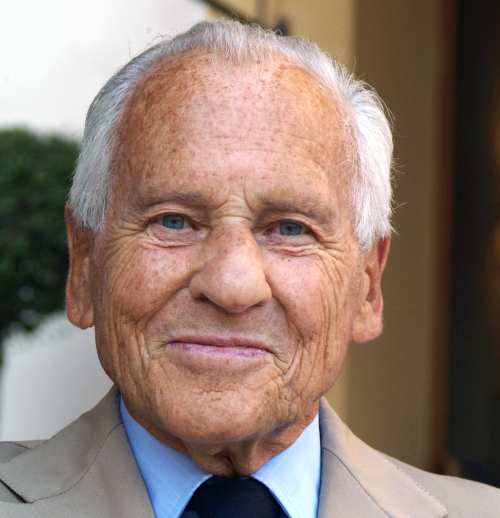
L'écrivain gaulliste Jean d'Ormesson était très proche de l'UJP.

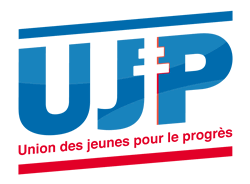
Logo de l'UJP.

L’Union des jeunes pour le progrès - Mouvement des jeunes gaullistes est une organisation politique créée le 13 juin 1965.
Fondée à la demande de Charles de Gaulle, elle est le mouvement officiel des jeunes gaullistes. Au départ aux côtés de l'UNR-UDT, puis de l'Union démocratique pour la Ve République et du Rassemblement pour la République, l'UJP devient mouvement associé de l'Union pour un mouvement populaire en 2011, puis est affiliée aux Républicains. À son apogée au début des années 1970, elle compta près de 50 000 adhérents, nombre considérable pour un mouvement politique de jeunesse.

## Histoire

### L'Union des jeunes pour le progrès, mouvement historique des jeunes gaullistes

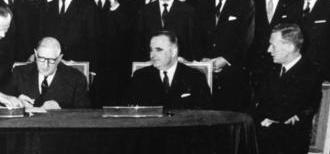
L'Union des jeunes pour le progrès, fondée à la demande du Général de Gaulle, sera le « bras armé » de Georges Pompidou pour devenir président de la République en 1969.

#### Premières années: un tremplin présidentiel pour Georges Pompidou
Ses premiers présidents furent Robert Grossmann, fondateur en 1965, Michel Cazenave en 1966/1967, qui soutint une ligne gaulliste de gauche, puis à nouveau Robert Grossmann de 1967 à 1972, et Jean-Paul Fasseau après 1972. Paul Aurelli, secrétaire général, fut aux côtés des présidents la cheville ouvrière du mouvement. La devise de l'UJP est alors: « Les jeunes d’aujourd’hui, les dirigeants de demain, les pionniers de l’an 2000 ».
Jusqu'en 1968, l'association ne rassemble environ que 3 000 adhérents, issus essentiellement des IEP et des facultés de droit. Elle est alors un vivier de futurs élus et un lieu de réflexion, parfois critique à l'égard des notables gaullistes jugés trop conservateurs, y compris du Premier ministre Georges Pompidou.
Mais le 22 novembre 1967, un accord est trouvé à Matignon entre le bureau national de l'UJP et Pompidou. L'UJP reçoit l'exclusivité du label « jeunes gaullistes » et des « largesses financières provenant des fonds secrets », en échange du soutien officiel du mouvement au futur président, élu en 1969. Jean Charbonnel, organisateur de la rencontre, dira alors: « l'UJP devient pompidolienne, Pompidou s'y emploie ».
En 1967, l'UJP organise ses premières assises nationales à Lille autour de Georges Pompidou. Robert Grossmann, redevenu président, y déclare notamment: « l'homme du 18 juin et le gaullisme résistant ont tracé une des plus grandes pages de notre histoire, mais cette page est tournée ». Les liens entre l'UJP et le Premier ministre sont alors évidents pour l'historien François Audigier. En effet, alors qu'il monte à la tribune, les jeunes gaullistes scandent « Pompidou à l'UJP », mais la salle, dont la sonorisation est mauvaise, comprend: « Pompidou à l'Élysée », ce qui a pour effet de créer un certain émoi.
Le slogan emblématique de l'UJP était alors : « Le seul combat qui vaille est le combat pour l'homme », avant de devenir en 1968 : « Les jeunes assument la Révolution avec de Gaulle ».
Les événements de mai 68 ont surpris la direction de l'UJP, désemparée, à tel point que l'association a quasiment cessé d'exister durant le mois de mai. Elle se divisa, avec une aile gauche sensible aux demandes des étudiants et défavorable à la violence policière, et une aile droite très hostile aux contestataires, représentée notamment par Jacques Godfrain. Elle participa à la manifestation parisienne du 30 mai, en soutien au général de Gaulle, sans y jouer un rôle majeur, ainsi qu'à des manifestations semblables en province. Néanmoins, l'Union des jeunes pour le Progrès joue un rôle essentiel dans l'organisation de la manifestation du 31 mai 1968 à Marseille, ville tenue par les socialistes et les communistes: l'UJP est alors décrite comme « l'infanterie active du mouvement gaulliste »,,.
L'Union des jeunes pour le progrès est à l'origine de la création du syndicat étudiant de droite, l'Union nationale inter-universitaire(UNI), en 1968.
Aux assises de Strasbourg en 1969, plus de 5 000 jeunes de l'UJP se retrouvèrent autour d'André Malraux, Georges Pompidou, Maurice Couve de Murville, Maurice Druon, Michel Debré, René Capitant, François Mauriac, Edmond Michelet et Alain Peyrefitte. A cette occasion, Georges Pompidou prononça un discours et déclara notamment : « Vous qui voulez être les jeunes du gaullisme, rappelez-vous que le gaullisme, plus encore qu'une doctrine politique, est une attitude morale, un refus de l'abaissement, une affirmation de l'honneur d'être français et donc la volonté de maintenir la France. A vous de le dire au moment où tant d'autres ironisent sur l'idée de patrie. Honneur d'être des Européens et donc volonté de construire l'Europe pas à pas ». Par la suite, un dîner-débat est organisé par les jeunes de l'UJP, le 21 mars 1968, à la Mutualité, avec Georges Pompidou en invité-vedette. Le Journal La Croix releva que, « pour les jeunes de l'UJP, destinés à assurer la relève du gaullisme, Pompidou est bien celui qui est destiné à assurer la relève de De Gaulle ».
L'UJP a notamment mené une action au sein des syndicats étudiants réformistes (AMRU, REP, CLERU), fondé une Union des Jeunes Travailleurs et œuvré dans l'international (Comité d'action pour le Biafra, France-Québec, Association de solidarité franco-arabe, France-Palestine, Mouvement pour l'indépendance de l'Europe). Par ailleurs, l'Union des jeunes pour le progrès met en place des « Journées de dialogue de l'UJP ».
En 1970, l'Union des jeunes pour le progrès organise ses assises nationales à Royan autour de Jacques Chirac, Jacques Baumel, Roger Frey, Maurice Couve de Murville, Pierre Messmer, Michel Debré.
En conflit avec la direction de l'UDR, l'Union des jeunes pour le progrès perd durant la même période son statut de mouvement associé de l'UDR. Elle avait alors fait l'objet d'une tentative de concurrence par le parti adulte sous le nom d'UDR-Jeunes, organisation qui ne connut pas grand succès.
En 1973, l'UJP organise ses assises nationales à Caen.

#### 1974-1990: engagement derrière Jacques Chaban-Delmas et difficultés financières

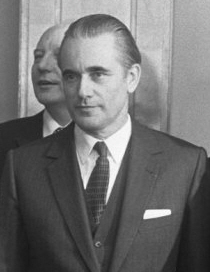
Les jeunes gaullistes, un engagement pour une nouvelle société avec Chaban-Delmas.

Soucieuse de son indépendance, elle l'a manifestée en 1974 où, après avoir fait campagne pour Jacques Chaban-Delmas au 1er tour de l'élection présidentielle, elle refusa d'appeler à voter en faveur de Valéry Giscard d'Estaing au second tour. Une majorité se prononce pour le vote blanc le 8 mai lors d'une assemblée générale extraordinaire. Pierre Charon et Michel Vauzelle signent alors une tribune dans le Nouvel Observateur intitulée « Les jeunes gaullistes disent non à Giscard ».
L'UJP doit subir de nombreuses pressions de la part du gouvernement. Ainsi, son président se voit demander d'appeler à voter pour Giscard. Yves Deniaud, alors membre du bureau national, évoque des tentatives de corruption envers l'équipe dirigeante de la jeune formation gaulliste: « Il y a eu des propositions concrètes, dans des enveloppes, dans des serviettes en plastique, qui étaient assez énormes… ».
Elle se retrouva très endettée à ce moment-là, mais refusa les propositions d'argent liquide que lui fit à l'époque un industriel gaulliste[Qui ?] pour éliminer ses dettes en échange d'un appel pour la deuxième phase des présidentielles. Cette intégrité causa à terme la fin de la période d'expansion de l'UJP, lourdement handicapée par son manque de moyens. Les adhérents sont alors pour un tiers des filles et se recrutent principalement dans les facultés de droit et de sciences économiques.
Son action en faveur de Chaban-Delmas contraste avec celle de l'UDR, dont nombre de fédérations et de députés firent campagne au 1er tour pour Giscard.
Michel Barnier et Bruno Bourg-Broc, anciens membres du bureau national, signent dans Le Monde un appel à rejoindre l'UDR. Ancien président fondateur de l'UJP, Robert Grossmann (secrétaire national à la jeunesse de l'UDR) organise en 1975 les assises de l'UDR-Jeunes. En outre, l'UJP est représentée par une délégation au congrès du Mouvement des Démocrates (MDD).
À la création du RPR en 1976 par Jacques Chirac, l'UJP est demeurée indépendante et n'a progressivement plus regroupé que les jeunes gaullistes de gauche. Elle a fourni un certain nombre de cadres, de parlementaires et de ministres au RPR, mais aussi dans une moindre mesure au Parti socialiste et aux chevènementistes.
La campagne présidentielle avait ruiné l’UJP. Son président Paul Aurelli recevait régulièrement les huissiers au siège du mouvement. Les jeunes gaullistes ne pouvaient plus prétendre aux subventions « déguisées » des ministères (via les antennes « sports et loisirs » de l’UJP) et autres services publics (comme la Poste). La formation put toutefois bénéficier des largesses de mécènes privés, comme Émile Amaury, patron du Parisien.
L’UJP ne parvint cependant pas à dissimuler ses difficultés. Son journal, Tribune Gaulliste, vit sa diffusion limitée aux seuls abonnés et adhérents à jour de cotisation. La formation dut par exemple lancer une souscription pour financer les Journées nationales de Versailles des 26 et 27 octobre 1974. A l’issue de ce rassemblement, l’UJP se positionna à la marge de l’échiquier gaulliste, se situant dans une opposition aux gaullistes conservateurs.
Aux élections législatives de 1978, l'UJP présenta des candidats, s'alliant dans certaines circonscriptions à la Fédération des républicains de progrès (FRP) de Jean Charbonnel.
En 1978, l'Union des jeunes pour le progrès soutient l'Appel de Cochin de Jacques Chirac appelant à lutter contre le projet d'Europe fédérale.
Le 12 juin 1980, l'UJP fête son 15e anniversaire à la salle Wagram, à Paris, en présence de Jacques Chaban-Delmas et de Roland Nungesser, ancien ministre du Général de Gaulle. A cette occasion, le président de l'UJP, Bernard Fournier, rappelle son « appartenance sans équivoque à la majorité présidentielle ».
En 1980, Bernard Fournier lance le projet d'« une grande confédération de tous les mouvements gaullistes » et la tenue d'états généraux du gaullisme fondés sur quatre principes: indépendance, coopération entre les peuples, participation et régionalisation.
En 1981, le président de l'UJP Bernard Fournier est nommé membre du « comité politique permanent » de Michel Debré soutenant la candidature de ce dernier à l'élection présidentielle.
L'ancien Président du Sénat, Gérard Larcher ancien membre de l'Union des jeunes pour le progrès décrit cette organisation comme « un mélange de christianisme social et de pragmatisme ».

#### Années 1990: l'UJP,«soutien inconditionnel»de Jacques Chirac

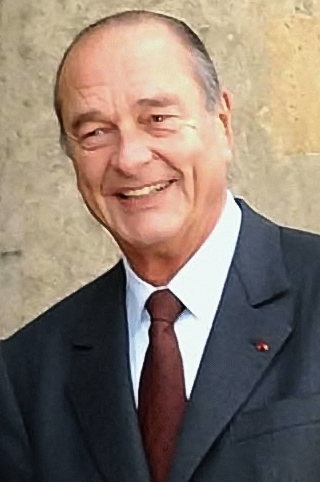
L'Union des jeunes pour le progrès, « soutien inconditionnel » de Jacques Chirac dans les années 1990.

L'UJP a connu un regain d'activité au début des années 1990, sous les présidences de Philippe Juvin, du séguiniste Christophe Beaudouin puis  d'Olivier Marleix. Celui-ci rapproche l'UJP de Jacques Chirac, assurant le président de la République du « soutien inconditionnel » de la formation des jeunes gaullistes, ce qui entraine la colère de Philippe Séguin,

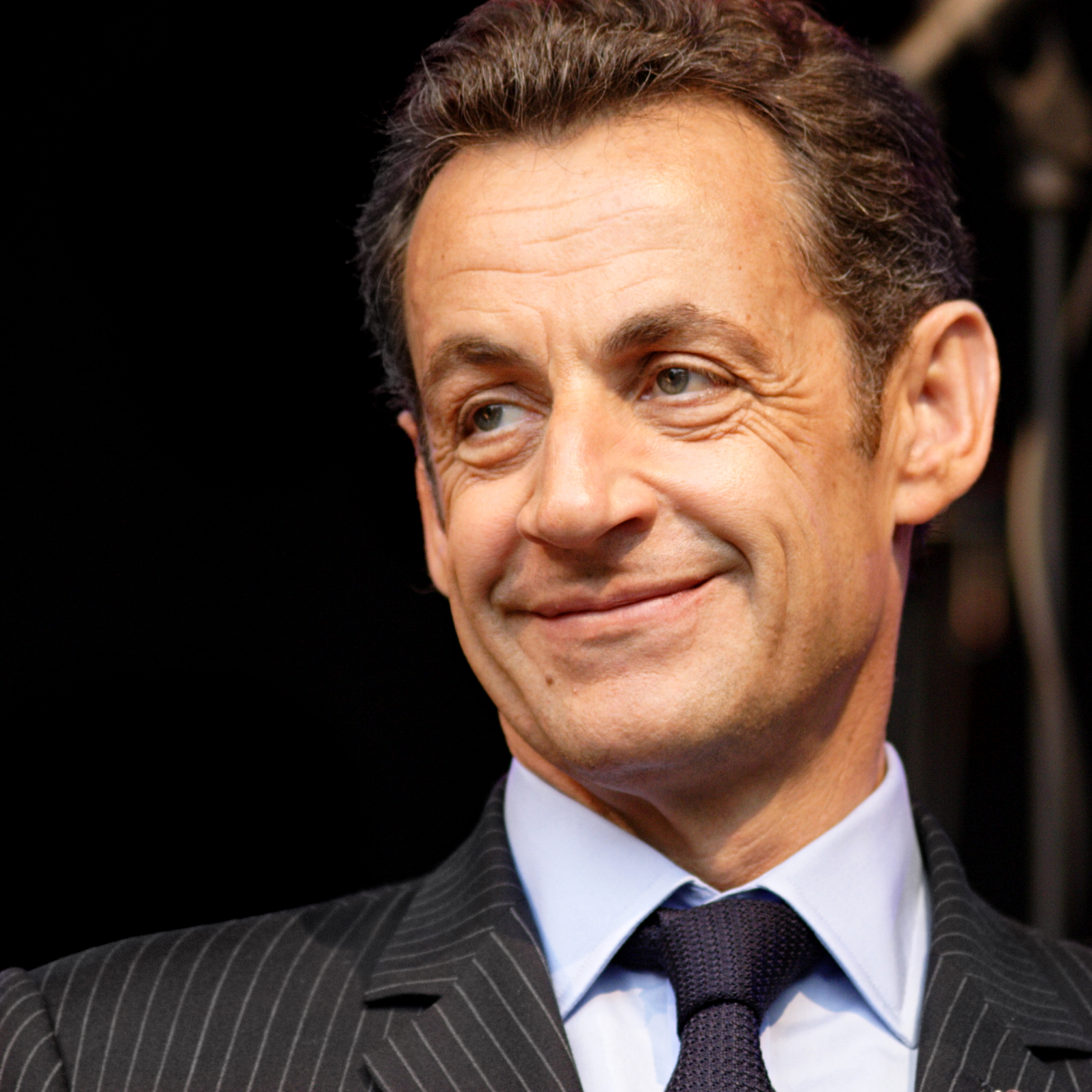
Nicolas Sarkozy, ancien président de la République française, a été secrétaire général de l'Union des Jeunes pour le Progrès (UJP).

L'ancien président de la République Nicolas Sarkozy a été secrétaire général de l'Union des jeunes pour le progrès.
En 2006, le bureau national de l'UJP souhaite au côté de l'ancienne ministre Corinne Lepage et du mouvement écologiste Cap21 la réintroduction de l'ours en France.

### Depuis 2010: relance et affiliation du mouvement à l'UMP puis aux Républicains
En 2010, la relance de l'UJP est effectuée autour de Rudolph Granier et d'Othman Nasrou. L'Union des jeunes pour le progrès constitue toujours un réseau politique influent regroupant les gaullistes sociaux.
L'UJP devient en 2011 mouvement associé de l'Union pour un mouvement populaire.
En 2012, l'académicien Jean d'Ormesson, proche de l'UJP, publie une tribune sur le site internet du mouvement des jeunes gaullistes appelant à voter pour Nicolas Sarkozy lors de l'élection présidentielle de 2012.
L'Union des jeunes pour le progrès apporte son soutien à la motion Les gaullistes en mouvement, présentée par Michèle Alliot-Marie, Roger Karoutchi, Henri Guaino et Patrick Ollier lors du Congrès de l'UMP de 2012. Cette motion fera 12,31 % des voix.
Pour Rudolph Granier, être gaulliste c'est avant tout être européen. Rudolph Granier s'oppose fermement, en 2014, au processus de primaire à droite, trouvant ce système peu gaulliste.
En 2018, Ferréol Delmas, ancien membre de l'équipe de campagne de François Fillon, est élu président de l'UJP. Dans une tribune publiée dans Causeur en février 2018, intitulée « Rejoindre Macron, c'est trahir de Gaulle », Ferréol Delmas clarifie la position de l'UJP, qui reste liée aux Républicains tout en rappelant l'hostilité historique de ce mouvement au Front national.
Le 13 avril 2018, dans Valeurs actuelles, Ferréol Delmas demande au nom de l'UJP l'exclusion temporaire des Républicains d'Alain Juppé, ce dernier appartenant toujours à ce mouvement politique tout en ayant commencé des discussions avec le président de la République Emmanuel Macron en vue des élections européennes de 2019.
Dans le contexte de la mise en place de la loi ORE promouvant la sélection à l'université, l'Union des jeunes pour le progrès dénonce l'occupation illégale des facultés par l'extrême-gauche,.
Le 6 juin 2018, Ferréol Delmas juge dans une tribune publiée dans l'Obs que le souhait de Laurent Wauquiez de créer un shadow cabinet, sorte de contre-gouvernement, est complètement éculé et constitue une « fausse bonne idée ».
L'Union des jeunes pour le progrès lance une pétition, relayée par Valeurs actuelles, contre la tenue du concert du rappeur Médine au Bataclan, lieu antérieurement touché par les attentats islamistes du 13 novembre 2015.
Le président de l'Union des jeunes pour le progrès, Ferréol Delmas, souhaite que ce mouvement soit à l'avant-garde d'un renouveau du projet écologique de la droite. Il cosigne, à ce titre, deux tribunes avec l'ancien ministre de l'Environnement Alain Carignon appelant la droite à repenser son projet pour l'écologie,. Dans cette optique de développer une vision écologique à la fois plus poussée et voulue comme raisonnable, Ferréol Delmas et Romain Naudin fondent la même année le think tank Écologie Responsable avec le soutien d'une quarantaine de responsables de droite et du centre, avant de laisser les rênes de l'UJP à une nouvelle équipe.

## Une opposition historique au Front national
En 2013, le président de l'UJP s'insurge contre la récupération par le Front national de la croix de Lorraine sur les tracts de ce parti aux municipales, entrainant une polémique avec Florian Philippot.
« Notre vision de la France ne peut se confondre avec des héritiers du fascisme italien, des tenants pétainistes ou pêle-mêle des xénophobes, antisémites ou racistes », explique, en 2013, le président de l'UJP dans un entretien au Journal du dimanche nommé « Les jeunes gaullistes ciblent le FN ».
Le 2 mai 2017, les fondateurs de l'Union des jeunes pour le progrès signent une tribune ouverte appelant à faire battre Marine Le Pen au second tour de l'élection présidentielle 2017.
En 2018, Ferréol Delmas s'insurge dans deux tribunes publiées dans Le Point et le Huffington Post contre le portrait que fait Jean-Marie Le Pen du général de Gaulle dans ses Mémoires,.
En outre, le bureau national de l'UJP prend position contre des mouvements extrémistes qui, tel que Génération identitaire, essaient de mettre en place ce qui est dénoncé comme de véritables opérations de police privée, dans un contexte où des militants identitaires étaient parvenus, en avril 2018, à bloquer des migrants à la frontière alpine franco-italienne. L'UJP considère en effet que c'est à l'Etat et non à des groupements privés de remplir la mission régalienne de police.
Le 24 octobre 2018, l'UJP lance, à l'initiative de son président Ferréol Delmas et de son secrétaire-général Romain Naudin, une tribune dans L'Obs cosignée par 50 responsables de la droite, dont l'ancien ministre et premier Vice-président des Républicains Jean Leonetti, le politologue Dominique Reynié, le député européen Philippe Juvin, les députés Ian Boucard  et Robin Reda, les maires Florence Portelli, Florence Berthout, Geoffroy Boulard  dénonçant l'occupation illicite par plusieurs militants de Génération identitaire des locaux de l'ONG SOS Méditerranée.

## Prix de l'appel du 18 juin
L'Union des jeunes pour le progrès, depuis 1965, remet annuellement le prix de l'Appel du 18 juin, considéré comme le prix historique du gaullisme. Le prix de l'Appel du 18 juin est une distinction remise par le président de l'Union des jeunes pour le progrès à une personnalité au parcours et aux convictions gaullistes.
Les anciens ministres et écrivains André Malraux[Quand ?] et Maurice Druon[Quand ?] ont été lauréats du prix de l'Appel du 18 juin.
En 1985, le président de l'UJP, Bernard Fournier remet le prix à Roland Nungesser, ministre de la jeunesse et des sports du général de Gaulle. L'amiral Philippe de Gaulle assiste à la cérémonie.
Rudolph Granier le remettra le 23 juin 2011 à Nathalie Kosciusko-Morizet. La ministre de l’écologie a été distinguée à la fois « pour son parcours personnel exemplaire et pour sa confrontation politique avec le  Front national », notamment dans son ouvrage intitulé Le Front antinational.
En 2012, le prix est remis à Hervé Gaymard, député de la Savoie, ancien ministre, pour Délivrez-nous de la France.
François Baroin, député-maire de Troyes et ancien ministre est récompensé en 2013 pour son Journal de crise[source insuffisante].
En 2014, Nicolas Sarkozy reçoit le prix, à l'Assemblée nationale.
La remise de cette distinction à l'ancien président de la République entraine des critiques de Nicolas Dupont-Aignan et Florian Philippot, l'UJP reprochant pour sa part à ces deux personnalités « d'avoir une vision sectaire du gaullisme ».

## Affiliations et partenariats
L'Union des jeunes pour le progrès a toujours été liée au parti de la droite traditionnelle. Au départ au côté de l'UNR-UDT, puis de l'Union démocratique pour la Ve République, puis du Rassemblement pour la République.
l'UJP devient mouvement associé de l'Union pour un mouvement populaire en 2011, puis est affiliée aux Républicains. L'UJP travaille aussi avec Oser la France, mouvement gaulliste présidé par Julien Aubert
Le mouvement des jeunes gaullistes est aussi à l'origine de la création du syndicat étudiant UNI (Union nationale inter-universitaire).

## Présidents
- 1965 - 1966 : Robert Grossmann
- 1966 - 1967 : Michel Cazenave
- 1967 - 1967 : Jean-Louis Bourlanges
- 1967 - 1972 : Robert Grossmann
- 1972 - 1975 : Jean-Paul Fasseau
- 1975 - 1976 : Bernard Loth
- 1976 - 1978 : Jean Guion
- 1978 - 1986 : Bernard Fournier
- 1986 - 1989 : Georges Tron
- 1989 - 1995 : Philippe Juvin
- 1995 - 1997 : Christophe Beaudouin
- 1997 - 2000 : Olivier Marleix
- 2000 - 2004 : Jean-Marie Caillaud
- 2004 - 2010 : Pierre Pedinielli
- 2010-2018 : Rudolph Granier
- 2018-2019 : Ferréol Delmas
- 2019-2020 : Sabrina Arnal
- Depuis 2020 : Alexis Lorendeaux

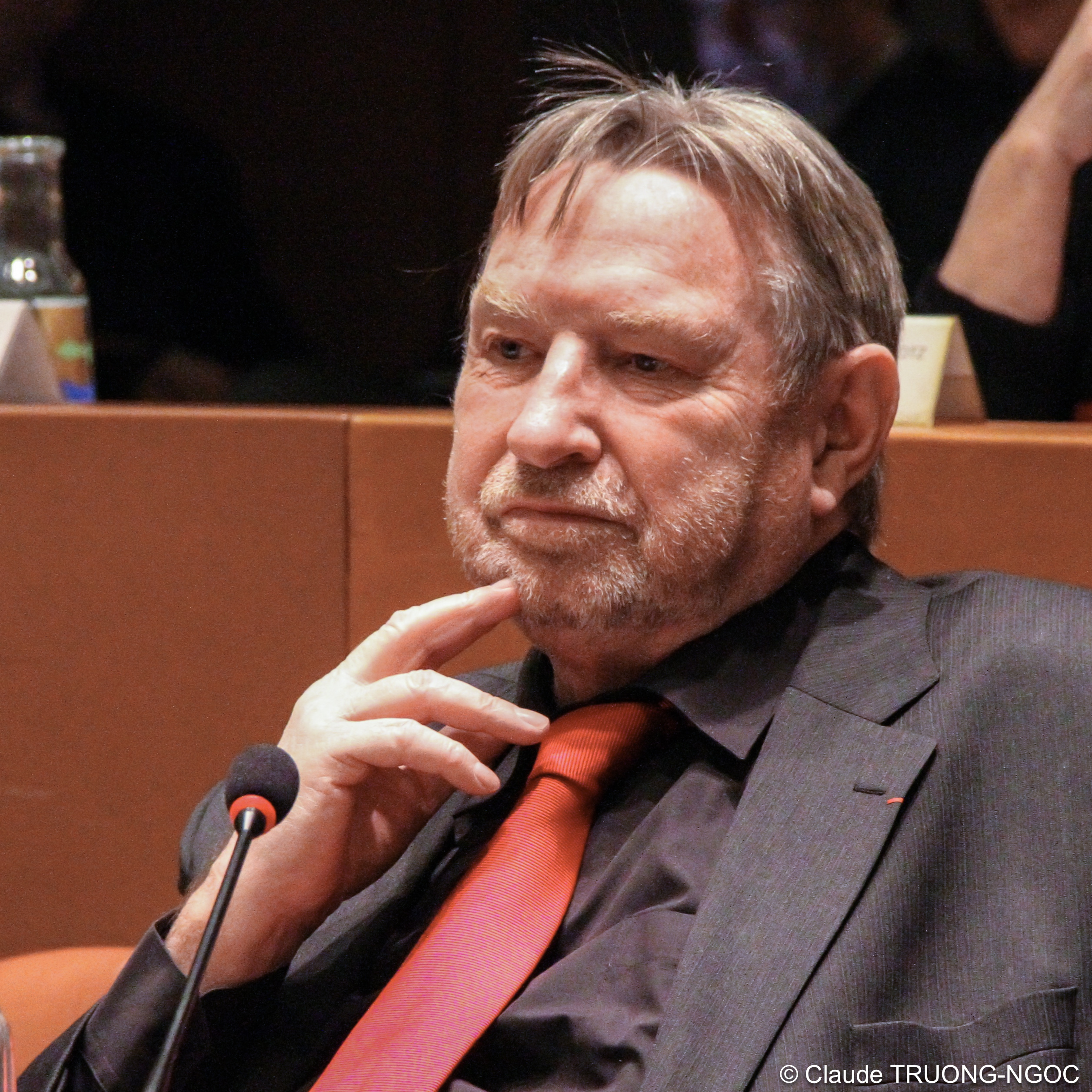
Robert Grossmann, premier président de l'Union des jeunes pour le progrès (1965/1966 et 1967-1972).
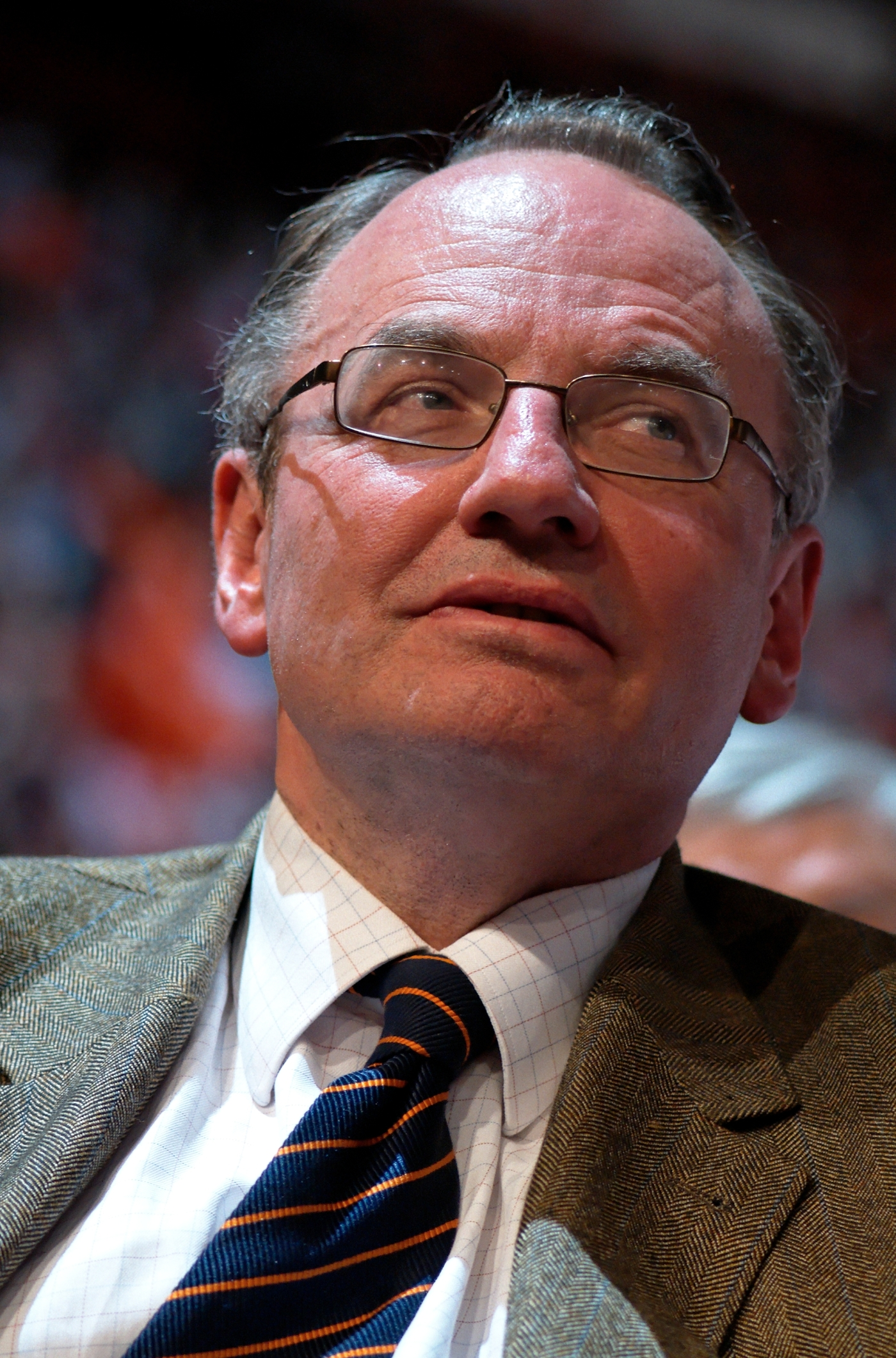
Jean-Louis Bourlanges, député des Hauts-de-Seine, président de l'Union des jeunes pour le progrès (1967).
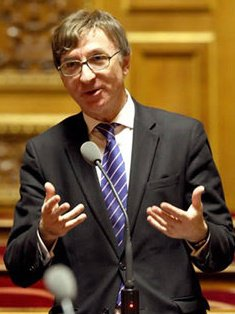
Bernard Fournier, sénateur de la Loire, président de l'UJP (1978-1986).
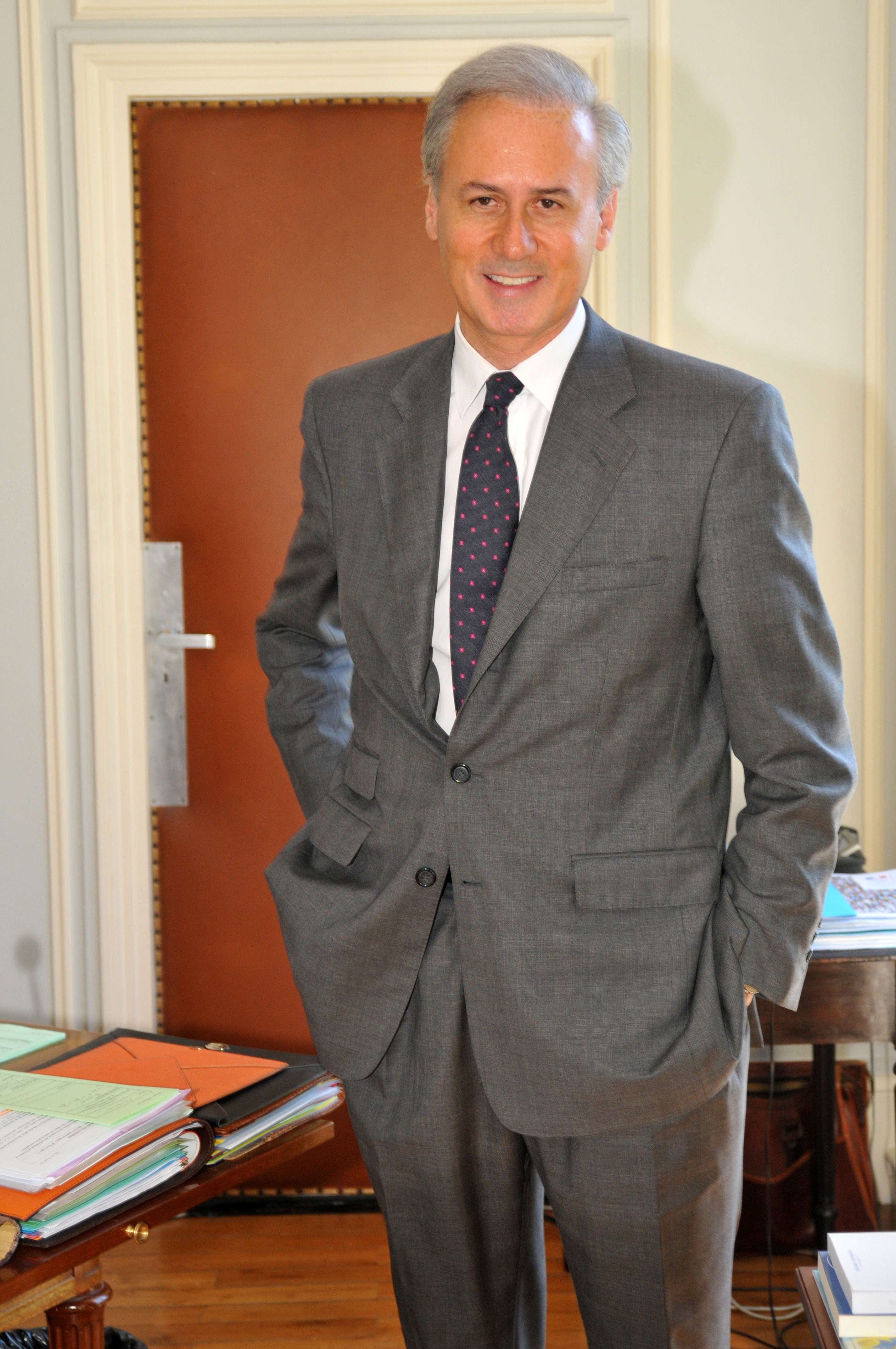
Georges Tron, ancien Ministre, président de l'UJP de 1986 à 1989.
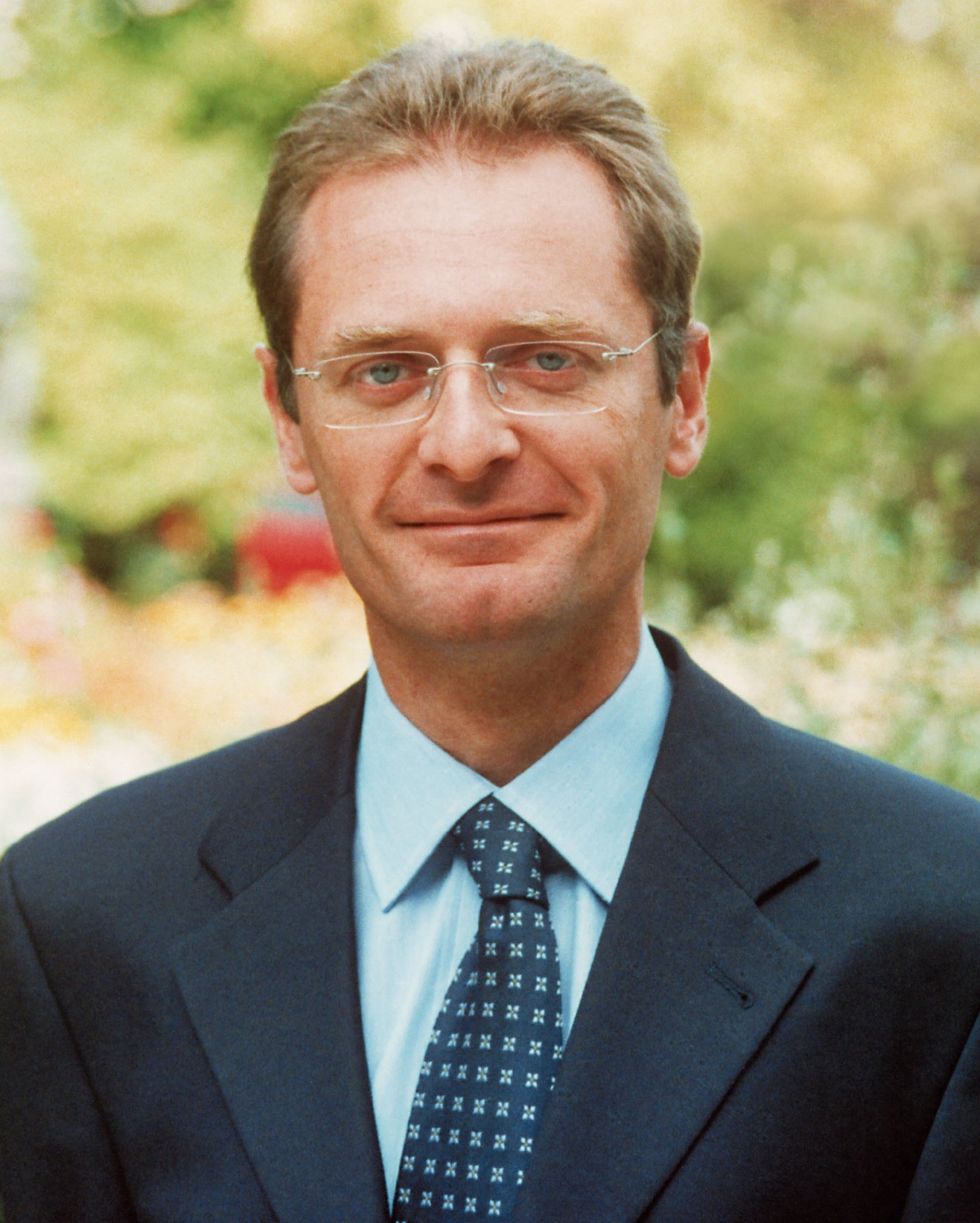
Philippe Juvin, député européen, président de l'UJP de 1989 à 1995.
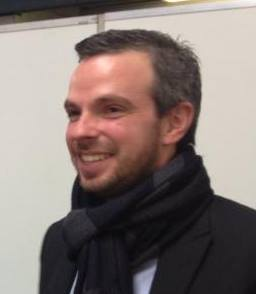
Rudolph Granier, président de l'Union des jeunes pour le progrès de 2010 à 2018.
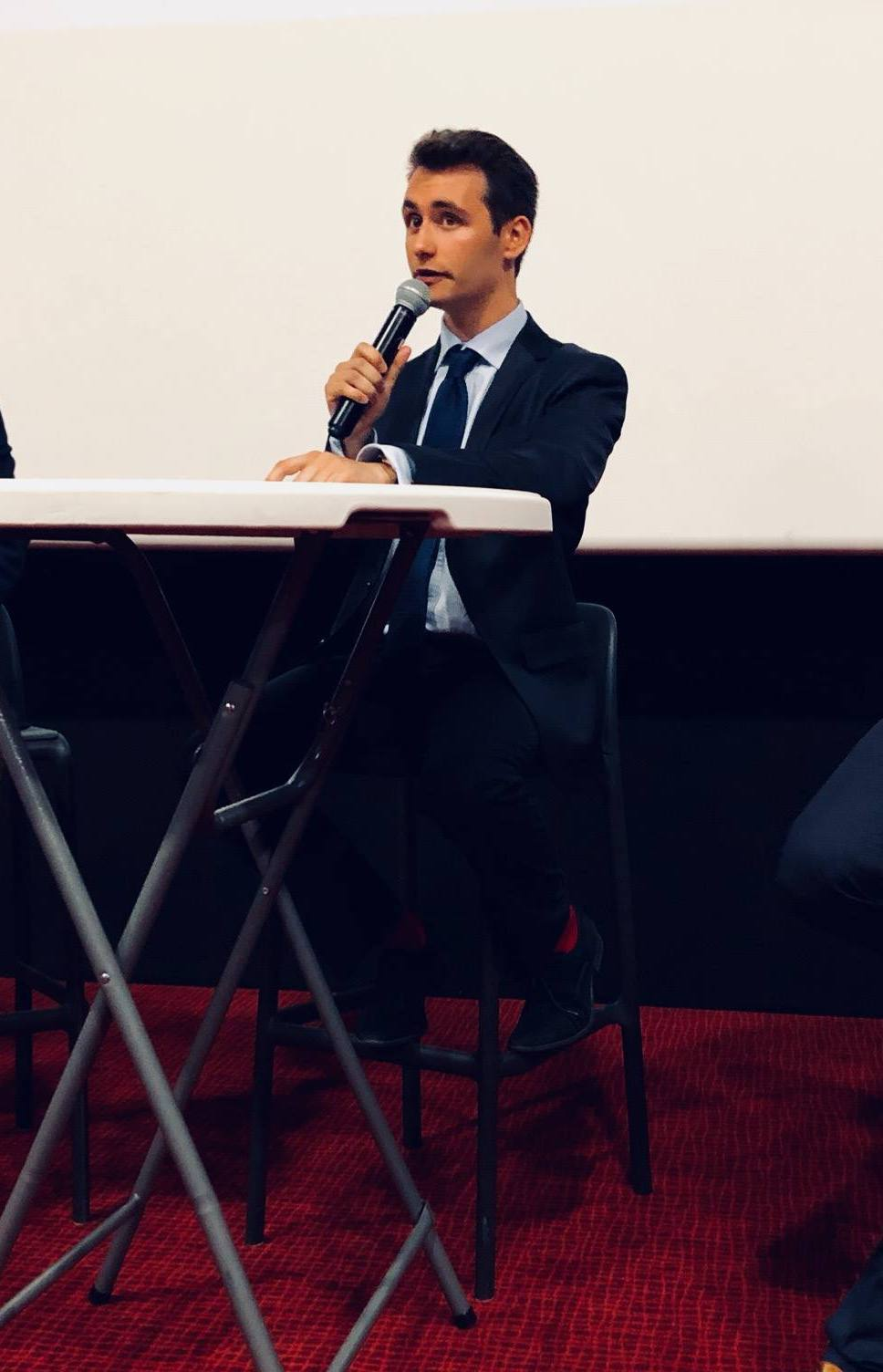
Ferréol Delmas, président de l'Union des jeunes pour le progrès de 2018 à 2019.